# Val-des-Marais
Val-des-Marais ist eine französische Gemeinde mit 561 Einwohnern (Stand 1. Januar 2022) im Département Marne in der Region Grand Est (vor 2016 Champagne-Ardenne). Sie gehört zum Arrondissement Épernay (bis 2017 Arrondissement Châlons-en-Champagne) und zum Kanton Vertus-Plaine Champenoise. 

## Lage
Val-des-Marais liegt etwa 22 Kilometer südlich von Épernay. Das Gemeindegebiet nimmt das östliche Ende des Sumpfgeländes Marais de Saint-Gond ein. Im Ortsteil Morains entspringt der Fluss Petit Morin. Der Hügel Mont-Aimé am Nordrand der Gemeinde erreicht 237 m über dem Meer und überragt dabei die Umgebung um fast 100 Höhenmeter. Der Südhang des Mont-Aimé ist mit Weinreben bestockt. Umgeben wird Val-des-Marais von den Nachbargemeinden Vert-Toulon im Norden und Westen, Étréchy im Norden, Bergères-lès-Vertus im Norden und Nordosten, Pierre-Morains im Osten, Écury-le-Repos im Südosten, Fère-Champenoise im Süden sowie Bannes im Südwesten.

## Geschichte
1977 wurde die Gemeinde aus den vormals eigenständigen Kommunen Aulnay-aux-Planches, Aulnizeux, Coligny und Morains gebildet.

## Bevölkerungsentwicklung
| Jahr                       | 1962 | 1968 | 1975 | 1982 | 1990 | 1999 | 2006 | 2011 | 2017 |
| -------------------------- | ---- | ---- | ---- | ---- | ---- | ---- | ---- | ---- | ---- |
| Einwohner                  | 282  | 310  | 288  | 525  | 532  | 490  | 544  | 572  | 567  |
| Quellen: Cassini und INSEE |      |      |      |      |      |      |      |      |      |

## Sehenswürdigkeiten

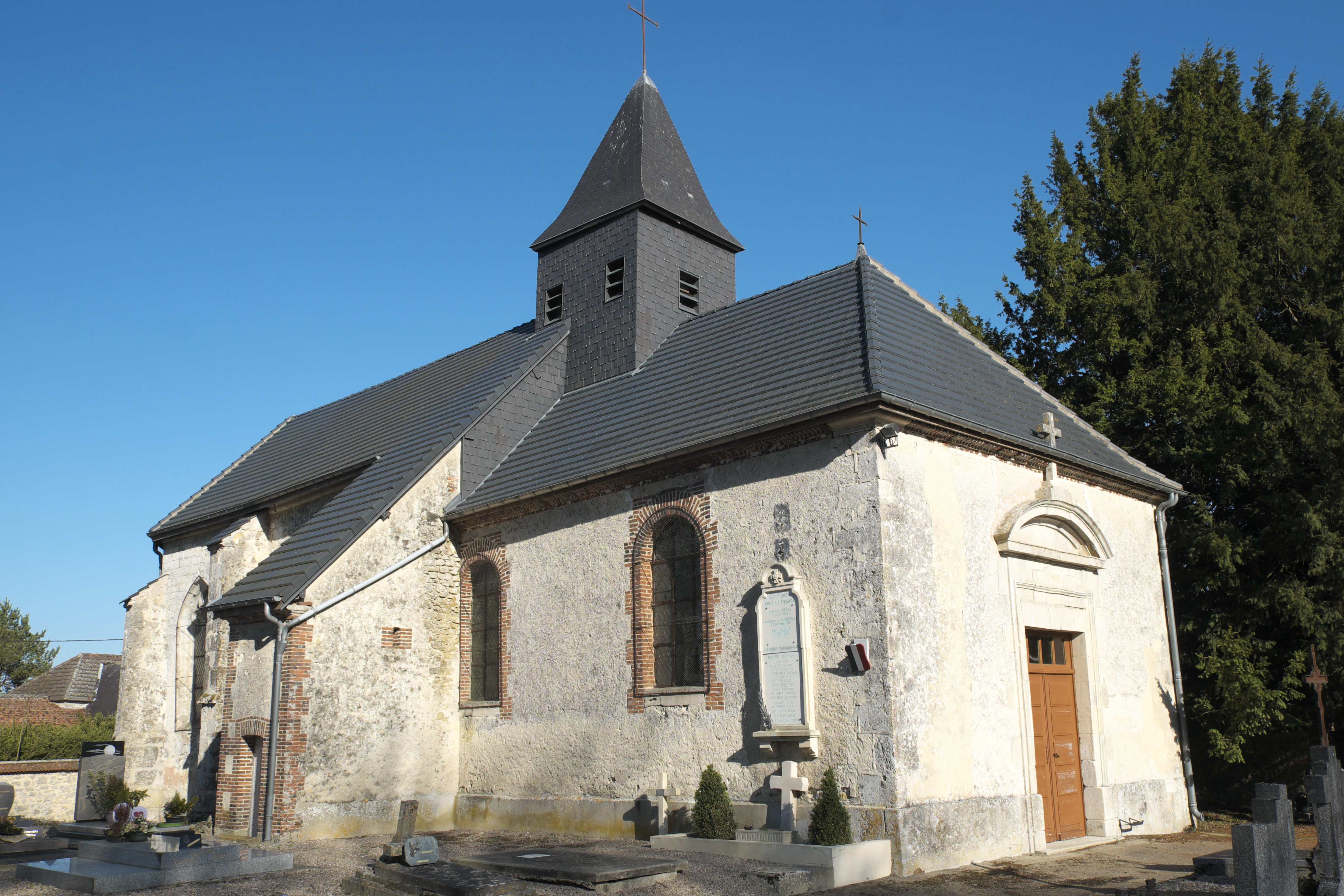
Kirche Saint-Fal

- Dolmen von La Plaque, seit 1937 Monument historique
- Kirche von Coligny aus dem 16. Jahrhundert
- Kirche Saint-Fal in Aulnay-aux-Planches
- Schloss Aulnay-aux-Planches
- Burgruine Mont Aimé in Coligny